# Orthemis aequilibris
Orthemis aequilibris är en trollsländeart som beskrevs av Philip Powell Calvert 1909. Orthemis aequilibris ingår i släktet Orthemis och familjen segeltrollsländor. Inga underarter finns listade i Catalogue of Life.